# Власенко Василь Михайлович
Васи́ль Михайлович Власенко (1921–2012) — український учений в галузі хімічної технології, кінетики і каталізу, доктор хімічних наук (1967), професор (1971), член-кореспондент НАН України (2 квітня 1976), заслужений діяч науки і техніки України (1991), лауреат Державної премії України в галузі науки і техніки (1970), премії ім. Л.Писаржевського АН УРСР (1984), премії Ради Міністрів СРСР (1990). Учасник 2-ї світової війни. Державні нагороди: Медаль «За перемогу над Німеччиною у Великій Вітчизняній війні 1941—1945 рр.», «Захиснику Вітчизни» (1999), ордени «Знак пошани» (1991), «За заслуги» (1997).
Першим у світі сформулював і розвинув новий напрям у практичному використанні каталізу, названий ним «екологічний каталіз». Очолив перший в країні і світі відділ екологічного каталізу, який функціонував в Інституті фізичної хімії НАН України.
Автор більш ніж 300 публікацій, зокрема 7 монографій, 50 авторських свідоцтв і патентів.

## Біографія
Народився 16 вересня 1921 р. в с. Яблунька (нині м. Буча) на Київщині в селянський сім'ї. Батьки: Михайло Кіндратович (1883—1932) та Зіновія Калениківна (1884—1973). Закінчив семирічку в Яблуньці, продовжив навчання в Ірпінській середній школі, яку закінчив з відзнакою.
У 1938 р. вступив на хіміко-технологічний факультет Київського політехнічного інституту, однак у жовтні 1941 р., з 4-го курсу, перейшов на навчання до Військової Академії хімічного захисту. У вересні 1942 р. закінчив інженерний факультет за спеціальністю «протихімічний захист». Отримав направлення до м. Камишин, де служив протягом вересня-листопада 1942 року під час жорстоких сталінградських боїв. З листопада 1942 р. по вересень 1943 р. служив начальником служби протихімічного захисту міста Улан-Уде. У 1943—1946 рр. перебував на такій самій посаді у щойно звільненому від окупантів м. Сталіно (нині Донецьк); одночасно вів курс санітарно-хімічного захисту в медичному інституті.
Після демобілізації в 1946 р. повернувся до Київського політехнічного інституту, який закінчив у 1948 р. за фахом «технологія електрохімічних виробництв». Був направлений на Дніпродзержинський азотно-туковий завод на пуск і освоєння першого в СРСР виробництва важкої води. Працював змінним інженером, завідувачем цехової лабораторії, керівником дослідницької групи спецлабораторії, начальником ВТК, заступником начальника і головним технологом об'єкту. Активно займався раціоналізаторською діяльністю. За час роботи на заводі став автором п'яти значних технічних удосконалень виробництва і цілої низки раціоналізаторських пропозицій.

Там розпочав наукові дослідження, які продовжив, вступивши в 1951 р. до аспірантури Державного інституту азотної промисловості (ДІАП). У 1955 р. захистив кандидатську дисертацію «Вивчення залежності активності від поруватої структури каталізаторів», присвячену макрокінетиці процесів очистки технологічних газів: водню від дейтерію (у виробництві важкої води), водень-вмісних газів від кисню та оксидів вуглецю (у виробництві важкої води й аміаку). Масштабне впровадження здійснених розробок на азотно-тукових заводах дозволило значно вдосконалити виробництва важкої води і синтетичного аміаку і дало великий економічний ефект. Пізніше розробка «Корінне вдосконалення виробництва важкої води і аміаку» здобула Державну премію України в галузі науки і техніки (1970). До 1958 р. працював у ДІАП молодшим і старшим науковим співробітником. У цей період розробив нині широко відомий адсорбційно-каталітичний метод очистки промислових газів від шкідливих викидів.
З 1958 р. наукова діяльність В. М. Власенка пов'язана з Академією наук України, з них 42 роки (1958—2000) з Інститутом фізичної хімії ім. Л. В. Писаржевського АН УРСР (НАН України), де працював старшим науковим співробітником, а з 1969 р. завідувачем новоствореного відділу каталітичної очистки газів, який у 1981 р. отримав назву «відділ екологічного каталізу». У 1967 р. захистив докторську дисертацію за темою «Каталітичне метанування оксидів вуглецю». У 1976 р. обраний членом-кореспондентом АН УРСР за спеціальністю «хімічна технологія». У 2000 р. за рішенням Президії НАН України вченого переведено на посаду радника при дирекції Інституту сорбції та проблем ендоекології НАН України.
Дослідження механізму каталітичного гідрування СО дозволили В. М. Власенку визначити шляхи вдосконалення процесу синтезу метанолу. Ним розроблено метод позаколонного відновлення цинкхромового каталізатора при атмосферному і зниженому тисках, що дозволило істотно підвищити продуктивність технологічного процесу. В результаті дослідження закономірностей генезису складних оксидів шпінельної структури — хромітів та алюмінатів з високорозвиненою поверхнею, створено ефективні каталізатори процесів синтезу метанолу та метиламінів, а також окислення галоїдорганічних сполук. Великий цикл теоретичних і експериментальних робіт з каталітичної очистки газів, узагальнено в монографії «Каталитическая очистка газов» (1973). Розроблено метод очистки природного газу від гомологів метану шляхом деструктивного гідрування на нікелевих каталізаторах, який протягом багатьох років використовувався на всіх виробництвах хлорметанів в СРСР.

Фундаментальні роботи, присвячені фізико-хімічним основам процесів в умовах малих концентрацій реагентів, особливостям макрокінетики цих процесів, взаємодії реагентів з каталізаторами, дозволили В. М. Власенку вперше у світі сформулювати основні принципи нового напряму в каталізі — екологічного каталізу (1980), який нині має загальне визнання. Науковець одним з перших зрозумів важливість такого каталізу з огляду на глобальні проблеми охорони довкілля і специфіку реакцій, які реалізуються відповідно до концепції нового напряму. Керований ним відділ екологічного каталізу, який функціонував в ІФХ НАН України до 2000 року, був першим у Радянському Союзі і у світі відділом з такою назвою. Пізніше аналогічні відділи були створені в Інституті каталізу ім. Г. К. Борескова (м. Новосибірськ), інституті «Хімтехнологія» (м. Сєвєродонецьк), та ін.

Найважливішими складовими процесів екологічного каталізу, спрямованими на захист навколишнього середовища, В. М. Власенко визначав методи очистки довкілля від токсичних забруднень, а також принципово безвідхідні технології. Останньому напрямку він приділяв значне місце в своїх дослідженнях, оскільки розумів, що основною причиною забруднення оточуючого середовища є недосконалість існуючих технологій. У рамках цього напряму запропонував нові одностадійні безвідходні синтези: хлор-окси процес (процес Власенка) (1982) та синтез метиламінів, і розробив ефективні каталізатори цих процесів.
При дослідженні особливостей екологічного каталізу сформулював поняття про макрокінетичні фактори четвертого роду; розробив шляхи інтенсифікації деяких процесів газоочистки, що забезпечують зниження енергетичних витрат: адсорбційно-каталитичний метод, газове промотування, очистка в гетерогенно-гомогенному режимі та ін. Ідеї, висунуті В. М. Власенком, окрім наукової значущості, стали основою для створення нових методів очистки газових викидів. Розроблені ним методи каталітичної очистки газів від озону, оксидів азоту, монооксиду вуглецю, органічних сполук різних класів багато в чому є піонерськими як в Україні, так і за її межами. Зокрема, розроблений В. М. Власенком адсорбційно-каталітичний метод очистки промислових газів від шкідливих викидів широко використовується в усьому світі.
Останніми із запропонованих В. М. Власенком є перспективні методи нетрадиційного каталізу з безпосереднім нагрівом каталізатора, що сприяє реалізації ресурсо- й енергоощадних технологій продукуючого й екологічного каталізу. У рамках цього напрямку створено сітчасті та тканинні тонкоплівочні контакти з електропідігрівом для процесів технічного каталізу (синтез формальдегіду з метанолу) та екологічного каталізу (окислення монооксиду вуглецю).
Результати досліджень В. М. Власенка відображено у понад 300 публікаціях, насамперед 7 монографіях, серед яких "Каталитическая очистка газов (1973), «Катализ в азотной промышленности» (1980), довідник «Экология и экономика» (1986) та ін. 2010 року вийшла друком остання монографія В. М. Власенка «Экологический катализ», де узагальнено численні дослідження, виконані під керівництвом автора, сформульовані фізико-хімічні основи та особливості екологічного каталізу. Результати винахідницької діяльності В. М. Власенка відображено у 50 авторських свідоцтвах і патентах.
Учень видатного вченого, засновника інституту каталізу СВ РАН академіка Г. К. Борескова, В. М. Власенко створив власну школу і зробив вагомий внесок у хімічну технологію і вчення про каталіз. Серед його учнів понад 25 кандидатів і докторів наук.
Помер Василь Михайлович 8 травня 2012 року в Києві.

## Наукова діяльність
В. М. Власенко був активним членом багатьох наукових товариств, наукових рад, редколегій.
Багато років очолював Українську секцію Наукової ради «Каталіз та його промислове використання» Державного комітету з науки й техніки СРСР, секцію «Наукові основи розробки мало-і безвідходних технологічних процесів» Наукової ради АН УРСР з проблем біосфери.
Активно працював, як голова секції хімії й хімічної технології республіканського будинку економічної і науково-технічної пропаганди.
Неодноразово був організатором проведення наукових форумів з різних проблем фізичної хімії і каталізу, зокрема: Другий радянсько-французький семінар з каталізу (Київ, 1974), Республіканський семінар «Каталіз і його промислове використання» (Ужгород, 1978), Українська республіканська конференція з фізичної хімії (Ужгород, 1983), виїзних засідань відповідних наукових рад в Одесі, Донецьку, Дніпродзержинську та ін.
Був головним редактором наукового збірника «Каталіз і каталізатори», членом редколегії наукових збірників «Хімічна технологія», «Катализ и нефтехимия».

## Нагороди та відзнаки
- Державна премія УРСР в галузі науки і техніки (1970)
- Орден Знак Пошани (1981)
- Орден «За заслуги» (1997)
- Премія імені Льва Писаржевського АН УРСР (1984)
- Премія Ради міністрів СРСР (1990)
- Заслужений діяч науки УРСР (1991)
- Медаль «За перемогу над Німеччиною у Великій Вітчизняній війні 1941—1945 рр.», «Захиснику Вітчизни» та ін.

## Автор наукових праць
Власенко В. М., Вольфсон В. Я. Особенности экологического катализа.// В сб.: Катализ и катализаторы. — 1982. — вып. 20. -с. 3-6.
Власенко В. М. Физико-химические основы экологического катализа газофазных реакций. // Теорет. и эксперим. химия. — 1993. — № 6. — с. 482—500.

Власенко В. М., Боресков Г. К., Браудэ Г. Е. Каталитическая очистка азото-водородной смеси от СО.// Хим. промышленность. — 1958.- № 4.- С.4-9;

Власенко В. М., Боресков Г. К., Браудэ Г. Е. Каталитическая очистка азотоводородной смеси от двуокиси углерода. // Хим. промышленность. — 1958.- № 8. — С. 21-23.

Власенко В. М. Особенности нетрадиционного катализа. // Тези доп. Симпозіуму «Сучасні проблеми каталізу». — Донецьк, 2000. — с.51.

- Власенко В. М. Каталитическая очистка газов. К.: Наук.думка, 1973, 200с.
- Власенко В. М. Физико-химические основы экологического катализа газофазных реакций // Теорет. и эксперим. химия. — 1993. — № 6. — с. 482—500.
- Власенко В. М. Экологический катализ. К.: Наук.думка, 2010.-237 с.